# Vijećnica
El Ayuntamiento de Sarajevo, conocido como Vijećnica (en bosnio, Gradska vijećnica Sarajevo), es un edificio de la capital de Bosnia y Herzegovina inaugurado en 1896 que combina el estilo morisco español con detalles arabescos inspirados en mezquitas. Costó más de un millón de coronas de la época y fue uno de los edificios más onerosos en su momento.
Hasta 1949 funcionó en Vijećnica la sede del gobierno local, cuando fue reconvertida en la Biblioteca Nacional y, tras su destrucción en la Guerra de Bosnia y el Sitio de Sarajevo en agosto de 1992, fue restaurada y reinaugurada en 2014 como Biblioteca Nacional y Universitaria de Bosnia-Herzegovina, salón de sesiones del ayuntamiento, espacio de recepciones oficiales y museo, además de albergar exhibiciones artísticas y conciertos.
Vijećnica se encuentra de cara al río Miljacka, muy cerca del centro histórico y el barrio turco de Baščaršija.

## Construcción del ayuntamiento
Vijećnica fue construida entre 1892 y 1896 por la administración del Imperio Austrohúngaro en una mezcla de estilos entre el morisco y el árabe inspirada en el Alcázar de Sevilla. El arquitecto Alexander Wittek estuvo a cargo del proyecto, y fue él quien propuso su estilo de influencia morisca.
Una historia local cuenta que fueron demolidas varias casas particulares donde se erigiría el ayuntamiento, pero un anciano bosnio llamado Benderija se negó a vender su propiedad. Finalmente y tras largas negociaciones, en 1895 aceptó una cuantiosa suma con la condición de que trasladaran su casa al otro lado del río Miljacka, ladrillo por ladrillo. Esa propiedad hoy está bajo el amparo del Instituto para la Protección de la Tradición Cultural y funciona como restaurante bajo el nombre de "Inat Kuća" (casa del rencor).
Desde su inauguración, el 20 de abril de 1896 y luego de cuatro años de trabajo, Vijećnica se constituyó en uno de los íconos más representativos de Sarajevo.

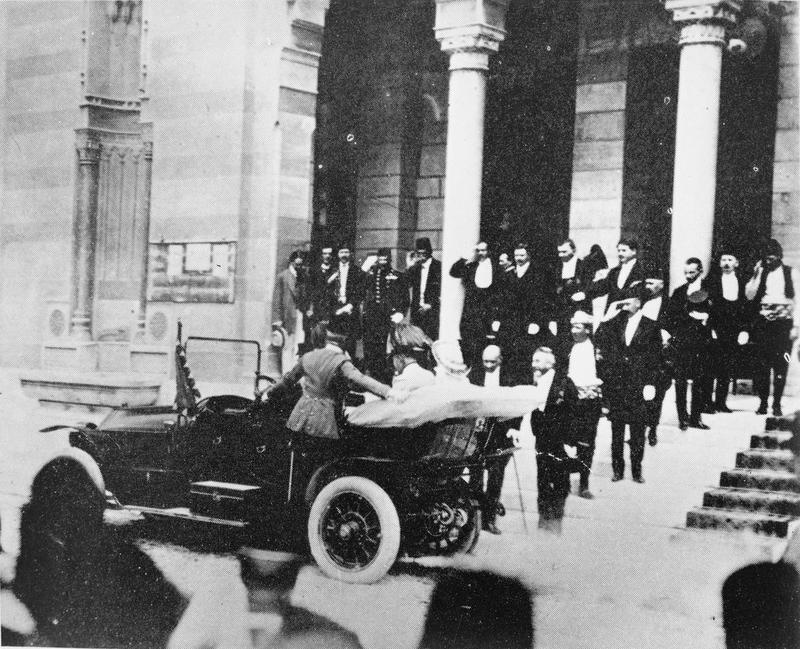
Visita de Francisco Fernando al ayuntamiento.

## Asesinato de Francisco Fernando
El archiduque Francisco Fernando de Austria visitó Sarajevo el 28 de junio de 1914. Tras un atentado fallido en su contra en plena calle visitó el ayuntamiento, el que sería el último lugar en el que estuvo antes de morir. Luego de la recepción oficial, el archiduque y su esposa, Sofía Chotek, partieron junto a su comitiva y fueron asesinados a balazos a unos cuatrocientos metros de Vijećnica, junto al puente Latino que cruza el río Miljacka. El doble crimen perpetrado por el serbio Gavrilo Princip fue conocido como el suceso que desencadenó la Primera Guerra Mundial.

## Período como Biblioteca Nacional
A partir de 1949, durante su etapa como Biblioteca Nacional, Vijećnica fue una de las instituciones más importantes del país, con un acervo que alcanzó más de 155.000 volúmenes (algunas fuentes extienden el número hasta a dos millones de obras), que incluyeron más de 700 incunables, archivos de importancia histórica nacional, copias de periódicos y libros impresos en Bosnia, colecciones de la Universidad de Sarajevo, más de 155.000 rarezas bibliográficas y manuscritos de los períodos austrohúngaro y otomano.

## Destrucción durante el Asedio de Sarajevo
Con Sarajevo sitiada por fuerzas del Ejército Popular Yugoslavo y del Ejército de la República Srpska, en plena Guerra de Bosnia, la noche del 25 de agosto de 1992 fue bombardeada Vijećnica. Trabajadores de la biblioteca y algunos vecinos que intentaron salvar obras de la destrucción murieron bajo los morteros y las balas de los francotiradores serbios.
La biblioteca ardió durante tres días y su contenido quedó reducido prácticamente a cenizas: cerca del noventa por ciento de la colección se destruyó en el incendio. Los edificios circundantes permanecieron intactos tras ese ataque. El entonces presidente de la República Srpska, Radovan Karadžić, negó luego la participación serbia en el ataque y culpó a los propios bosníacos.

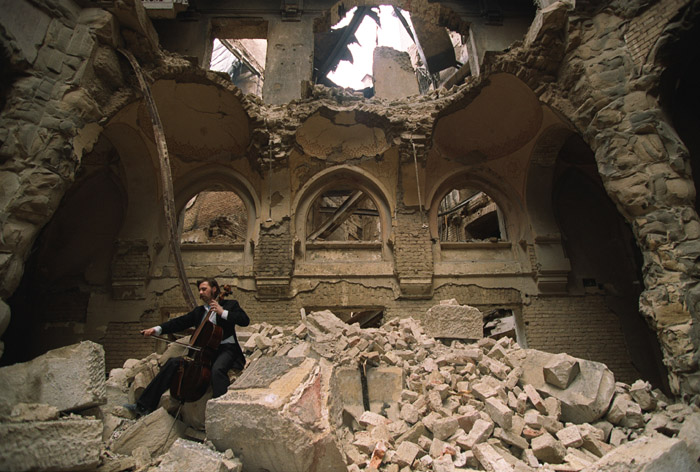
Vedran Smailović tocando en el interior de la biblioteca destruida.

Sin embargo, distintas fuentes señalan como ideólogo de ese ataque al serbobosnio Nikola Koljevic, exprofesor universitario que en años anteriores había sido usuario de la biblioteca y que terminaría por convertirse en mano derecha de Karadžić.

"Los daños eran enormes. Había sido destruido por completo el Archivo de Estudios Orientales, todo el catálogo de publicaciones periódicas, todo el departamento de tesis doctorales y documentos científicos, en fin, el noventa por ciento del fondo había ardido y el patrimonio del país estaba muy dañado"
Arsenio Sánchez, del equipo de restauración de la Biblioteca Nacional de España, Revista Plaza

"Vijećnica estuvo ardiendo dos días. Había restos de papel quemado por toda la ciudad. (...) Fue triste, pero no más que cualquier otro día que pasé en Sarajevo durante la agresión"
Nedžad Mulaomerović, arquitecto que participó de la reconstrucción, El País Semanal

El violonchelista Vedran Smailović, integrante de la Orquesta Filarmónica de Sarajevo, interpretó durante 22 días el Adagio de Albinoni en las ruinas de la biblioteca Vijećnica, una imagen que se difundió en numerosos medios de todo el mundo.

## Reconstrucción y reinauguración
Con fondos de España, Austria (que donó 750.000 euros), la Unión Europea (con un aporte de ocho millones de euros) y Catar, Vijećnica fue reconstruida durante 18 años. Los trabajos comenzaron en 1996, a poco de concluida la guerra, y la reinauguración se realizó el 9 de mayo de 2014.
Si bien el proyecto de su reconstrucción tenía previsto que también funcionara como Biblioteca Nacional y Universitaria de Bosnia-Herzegovina, los libros restaurados no regresaron Vijećnica, que actualmente funciona como salón de sesiones del ayuntamiento, espacio de recepciones oficiales, y centro de exhibición de muestras y conciertos. También está abierto a visitas turísticas.

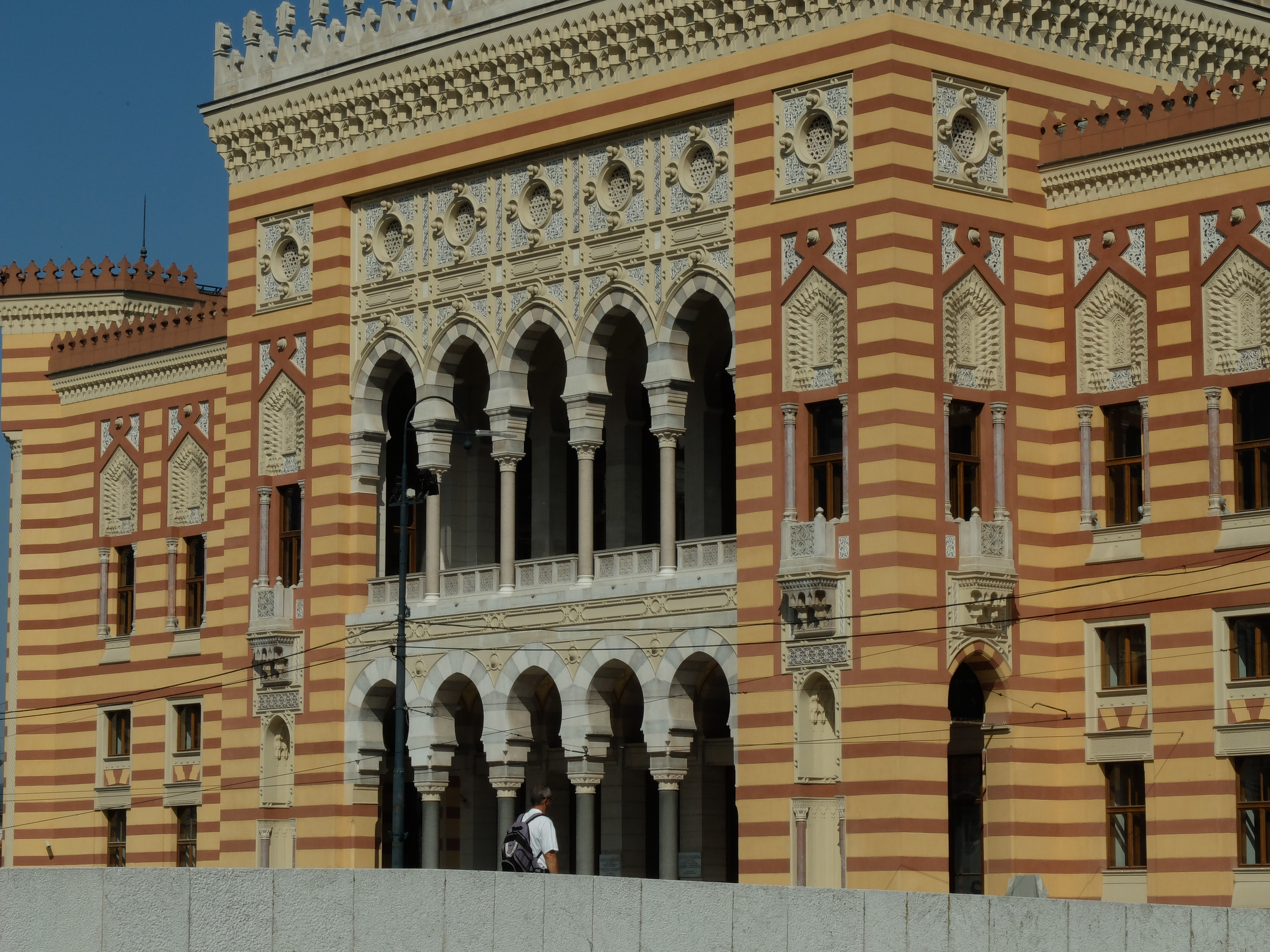
Detalle de la fachada tras la reconstrucción.
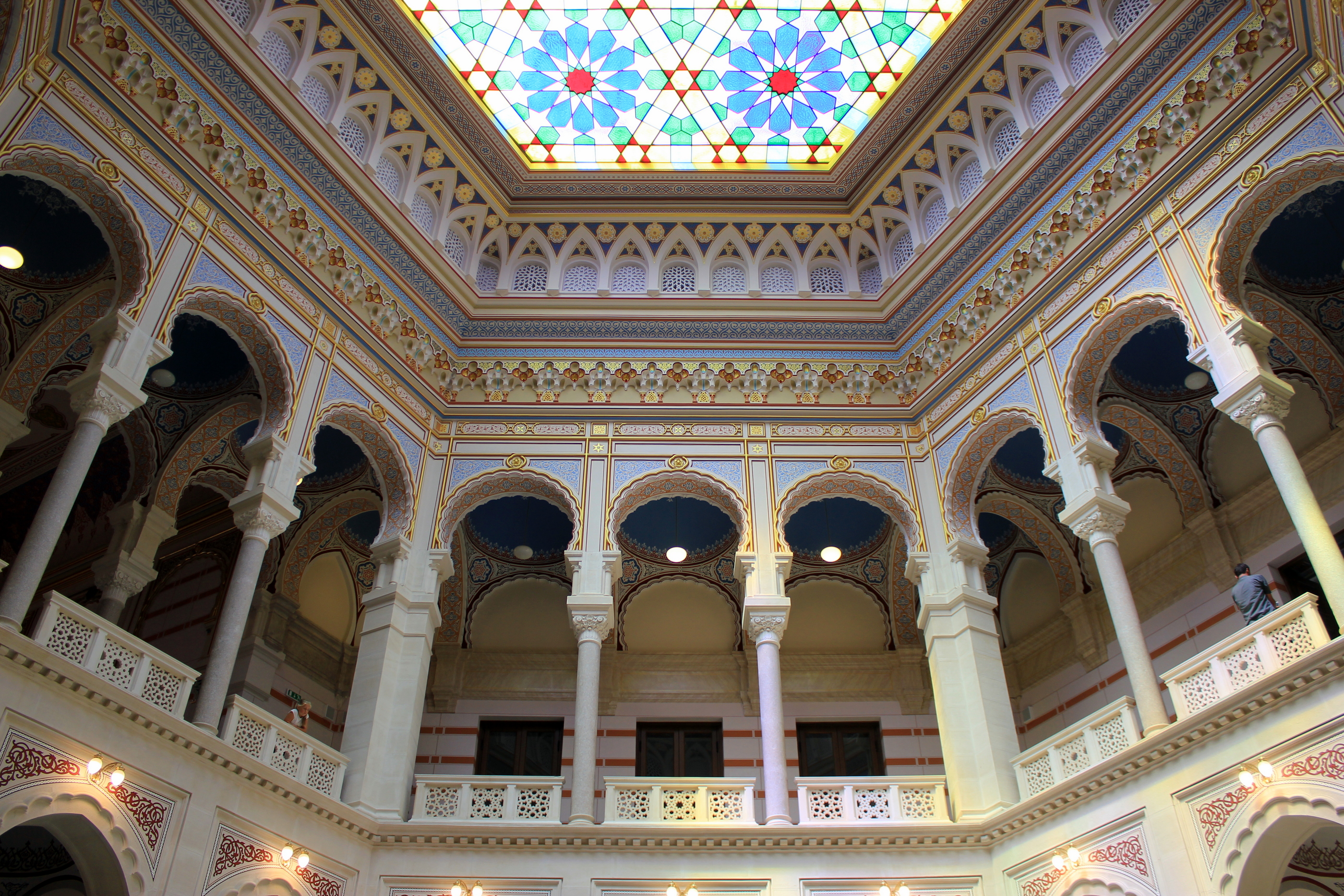
Detalle del interior.
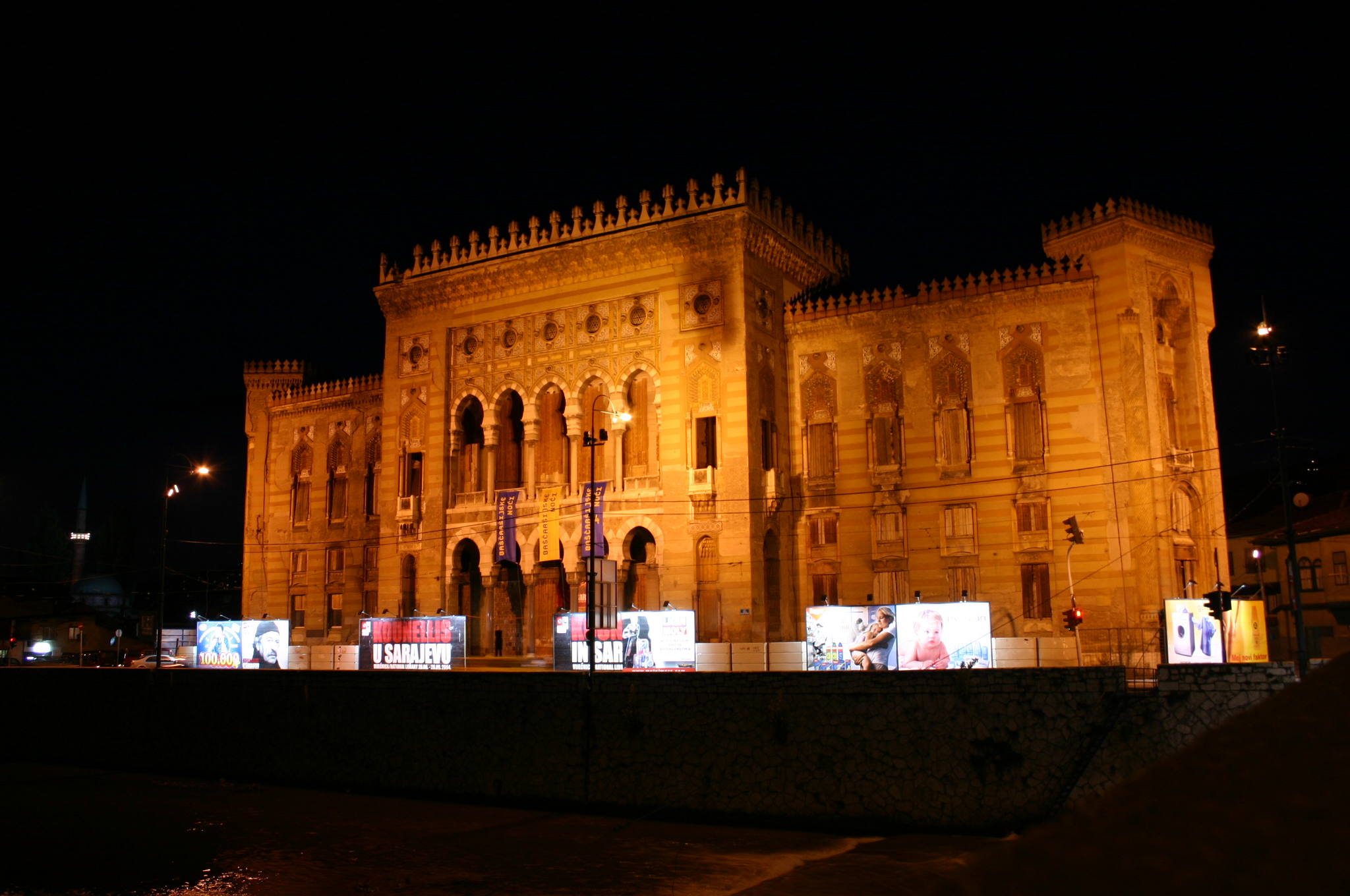
Vijećnica iluminado de noche.
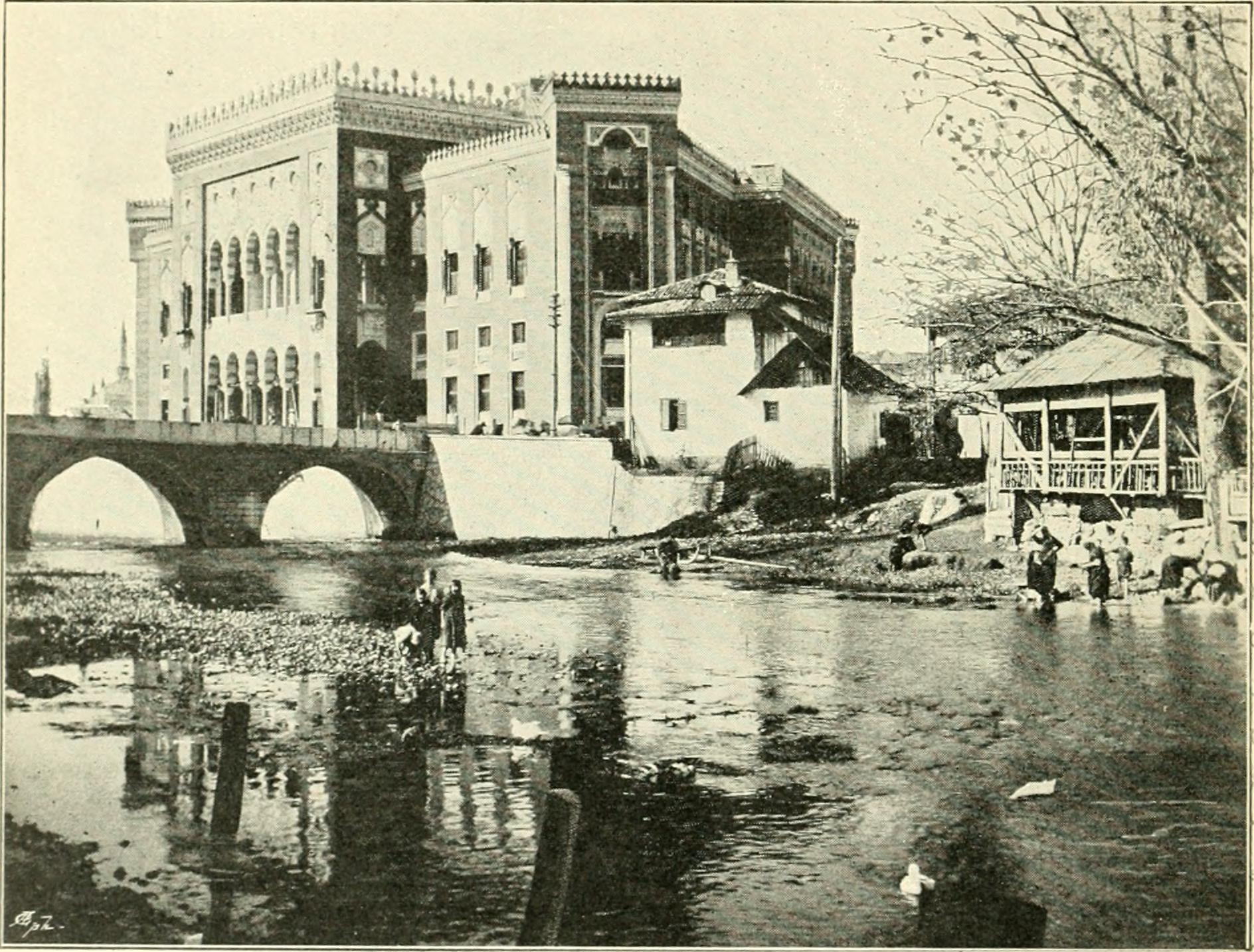
Imagen de Vijećnica en un libro de 1897.
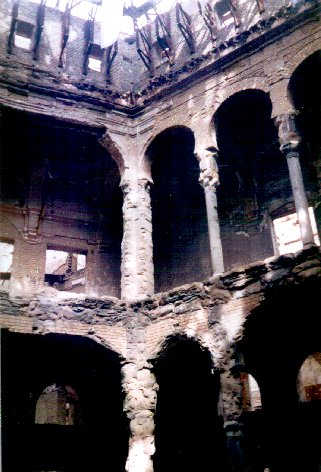
La biblioteca destruida, 1996.